# Angelica și sultanul
Angelica și sultanul (titlul original: în franceză Angélique et le sultan) este un film de aventuri, coproducție franco-italo-german, realizat în 1964 de regizorul francez Bernard Borderie după romanul scriitoarei Anne Golon. Este ultimul dintr-o serie de cinci filme cu Angelica.

## Distribuție
- Michèle Mercier – Angélique de Peyrac
- Robert Hossein – Jeoffrey de Peyrac
- Jean-Claude Pascal – Osman Ferradji
- Jacques Santi – Vateville
- Helmuth Schneider – Colin Paturel
- Pasquale Martino – Savary
- Roger Pigaut – marchizul de Escrainville
- Ettore Manni – Jason
- Ali Ben Ayed – Sultan
- Bruno Dietrich – Coriano
- Erno Crisa – consulul turc
- Christian Rode – Duc de Vivonne
- Sieghardt Rupp – Millerand

## Celelalte filme din serie
- 1964 Angelica, marchiza îngerilor (Angélique, marquise des anges)
- 1965 Minunata Angelica (Angélique de Peyrac)
- 1966 Angelica și regele (Angélique de Plessis-Bellière)
- 1967 Neîmblânzita Angelica (Angélique de Peyrac)
- 1968 Angelica și sultanul (Angélique de Peyrac)